# Ringautobahn

Schematische Darstellung eines Autobahnrings

Unter einer Ringautobahn versteht man eine Autobahn, die eine Stadt, einem Ring gleich, vollständig oder weitgehend umschließt (Ringstraße). Tatsächlich spricht man fachlich von Autobahnring (Autobahn-Umfahrung oder -Umgehung), eine Ringautobahn kann auch nur einen Streckenabschnitt eines Autobahnrings darstellen. Aktuell besitzt Bochum als einzige Stadt in Deutschland einen geschlossenen Autobahnring auf der eigenen Stadtfläche.
Auf Grund ihrer Definition als Autobahn (bzw. eine Schnellstraße) sind langsame Verkehrsteilnehmer auf Ringautobahnen nicht gestattet, und der Verkehrsfluss erfolgt kreuzungsfrei über Anschlussstellen, was den Durchfluss im Vergleich zu anderen Straßenringen enorm beschleunigt. Daher sind Autobahnen für Stadtringe trotz ihres Platzbedarfes immer eine engere Wahl.
Ein Autobahnring ermöglicht es dem Transitverkehr, um eine Stadt herumzufahren; er verbindet dank seiner Ringform sämtliche zentral in ihn verlaufenden Autobahnen und Einfallstraßen miteinander. Hauptziel ist es, die Umfahrung einer Stadt schneller und somit attraktiver zu gestalten als deren Durchquerung, und andererseits die Zufahrten zu den Stadtvierteln direkter zu gestalten: Gerade bei großen Städten, die meist einen wichtigen Verkehrsknotenpunkt von vielen Autobahnen darstellen, ist es wichtig, den Verkehr um die Stadt zu führen, um diese zu entlasten. Außerdem können die Verkehrsteilnehmer die Stadt von allen Richtungen anfahren, ohne durch den Stadtkern fahren zu müssen. Dies erspart enge und gefährliche Passagen durch die Innenstadt. Parallel kann auch der innerstädtische Transit (Radialverkehr) beschleunigt werden. Autobahnringe sind also für die Entlastung des innerstädtischen Stop-and-go-Verkehrs und somit auch für die Verringerung des Fahrzeuglärms und des Feinstaubs enorm wichtig, ein Effekt, der aber bei Überlastung (insbesondere häufige Staus) weitgehend zunichtegemacht wird.
Nicht alle Autobahnringe wurden vollständig geschlossen, sei es aus Besiedelungs-, Geld- oder Naturschutzgründen. Auch örtliche oder landschaftliche Gegebenheiten, wie Berge können den Weiterbau eines Autobahnringes stoppen. Es wäre zwar möglich, durch den Bau von Lärmschutzmauern, Unterflurtrassen und Tunnels einen Autobahnring weiterzuführen, jedoch sind Autobahnen durch diese aufwändige Bauweise sehr kostspielig: Bei vielen zur Fertigstellung geplanten Ringen hat die viel schnellere Besiedelung der Vorstädte und des suburbanen Umlands wie auch Entwicklung des Fernverkehrs inzwischen völlig veränderte Verkehrsflüsse geschaffen, die Jahrzehnte alte Planungen oft hinfällig machen: Es besteht zunehmend Tendenz, schon in die Städte eingewachsene Ringe durch weitere, noch entferntere Ringe (Außenringe), oder gar großräumige Umgehungszüge zu ergänzen oder überhaupt zu ersetzen: Mehrere Dutzend Kilometer Radius um eine größere Stadt spielen im heutigen Verkehrsfluss keine Rolle, die großräumige Leitung von Transit und Zufahrt in die Himmelsrichtungen des Speckgürtels der Stadt müssen schon weit außerhalb vorbereitet werden. Eine effiziente städtische Verkehrsleitplanung erfordert immer eine geeignete Kombination aus Ringen und radialen Hauptverkehrsrouten, die sich jeweils untereinander vernetzen.

## Deutschland
In Deutschland besitzen einige Großstädte einen Autobahnring. Es gibt keine besondere Verkehrsregelung für Autobahnringe, jedoch ist die Höchstgeschwindigkeit durch das hohe Verkehrsaufkommen meist beschränkt.

### Berlin

Berliner Ring

Auf dem Berliner Ring befinden sich acht Autobahndreiecke (fünf davon mit Außenverbindung) und ein Autobahnkreuz mit Verbindung nach außen und innen. Dieser Autobahnring ist mit 196 km gleichzeitig der längste Europas. In der Stadt gab es zudem Planungen für einen Stadtring, der aber derzeit nur ein Halbring ist (A 100). Zwar soll die Strecke noch erweitert werden, eine Schließung des Rings im Norden ist jedoch nicht mehr vorgesehen, er wird dennoch Berliner Stadtring genannt.

### Bochum

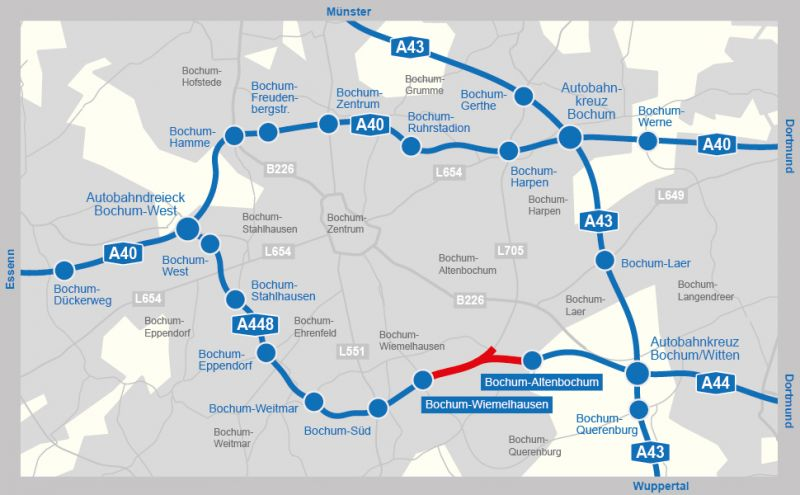
Autobahnring Bochum

In Bochum besteht ein Innenstadt-Autobahnring aus den Autobahnen A 40, A 43 und A 448. Mit dem Lückenschluss der A 448 mit der ehemaligen A 44 Ende 2021 besitzt Bochum als einzige Stadt in Deutschland einen geschlossenen Autobahnring auf der eigenen Stadtfläche. In allen anderen Städten auf der Liste führen Teile des Ringes hingegen durch andere kreisfreie Städte und Landkreise oder der Ring ist nicht komplett.

### Braunschweig
Der Autobahnring um Braunschweig wird durch die drei Autobahnen A 2 (im Norden), A 39 (im Osten und Süden) und A 391 (im Westen) gebildet. An den Ring sind die A 36 (B 4) Richtung Bad Harzburg/Bernburg und als Zubringer in die nördliche Innenstadt die A 392 angebunden.

### Dortmund

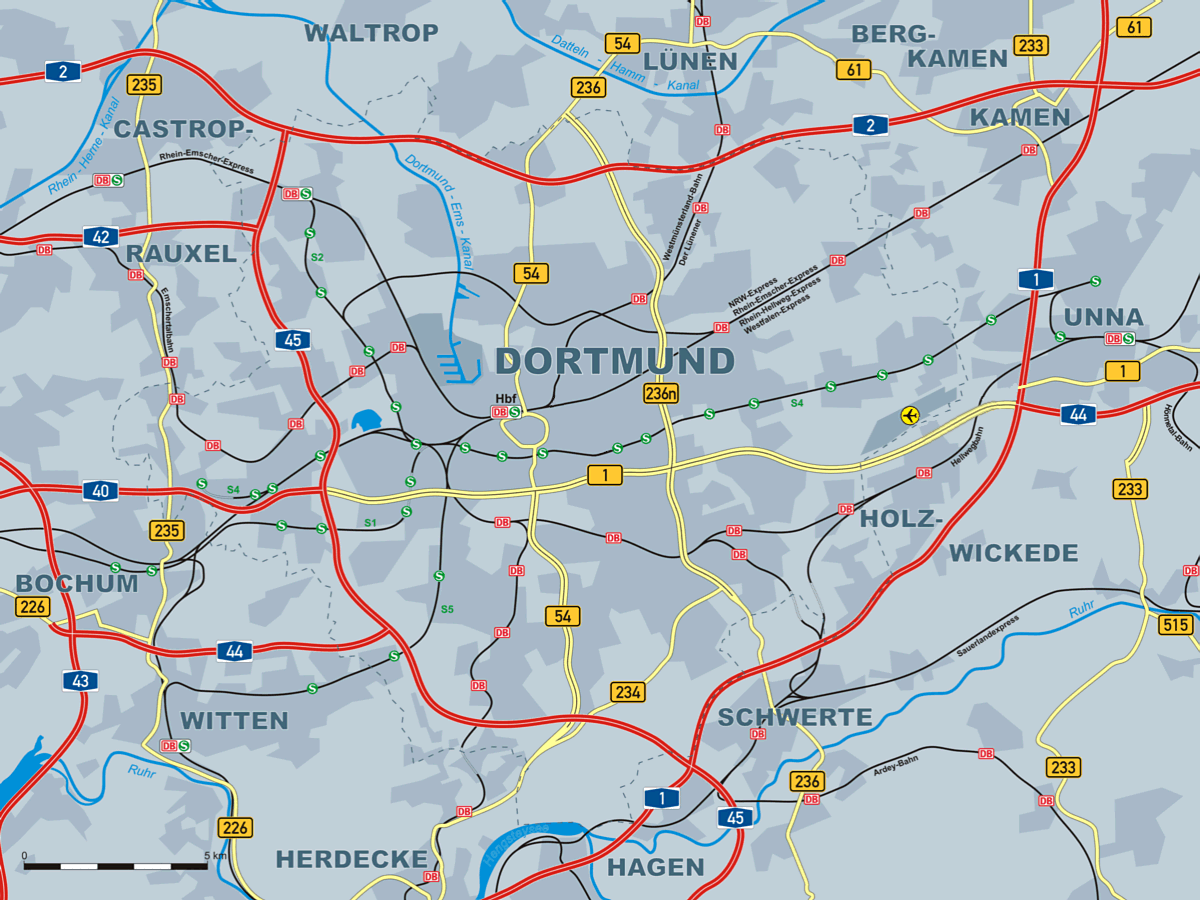
Verkehrsnetz in und um Dortmund

Der Dortmunder Autobahnring besteht aus den drei Autobahnen A 1, A 2 und A 45, welche einen „dreieckigen“ Ring bilden. Hierbei bildet die A 2 den nördlichen, die A 1 den südöstlichen und die A 45 den südwestlichen Teil der Ringautobahn. Darüber hinaus haben die A 40, die A 42 und die A 44 Anschluss an den Dortmunder Autobahnring, sodass hier insgesamt sechs Autobahnen zusammenlaufen. Zusammen mit den autobahnähnlich ausgebauten Bundesstraßen B 1, B 54 und B 236 treffen am Dortmunder Autobahnring insgesamt neun stark frequentierte Hauptverkehrsstraßen zusammen.  Zudem führt die teilweise autobahnähnlich ausgebaute B 236 aktuell in Nord-Süd-Richtung durch das östliche Stadtgebiet.

### Düsseldorf
Der Autobahnring Düsseldorfs setzt sich zusammen aus den Bundesautobahnen A 3, A 44, A 46 und A 57.

### Erfurt
Der "Erfurter Ring" wird aus der A4 im Süden der A71 von West bist Nord gebildet. Die B7 ergänzt als autobahnähnliche Kraftfahrstraße den Ring im Osten durch AS der A4 Erfurt-Vieselbach mit der AS der A71 Erfurt-Nord.

### Frankfurt am Main
Die Autobahnen A 3, A 5 und A 661 bilden einen „dreieckigen“ Ring um Frankfurt am Main. Die A 3 im Süden vom Frankfurter Kreuz über die Südlichen Anschlussstellen zum Offenbacher Kreuz. Im Nordwesten liegt die A 5 zwischen dem dicht bebauten innerstädtischen Bereich und den westlichen Stadtteilen, sie wird von den Autobahnen A 648 (Westkreuz) und A 66 (Nordwestkreuz) geschnitten, südlich der beiden Autobahnkreuze befinden sich zwei Anschlussstellen. Im Norden Frankfurts kreuzt die A 661 die A 5 am Bad Homburger Kreuz. Die A 661 verläuft im Nordosten und Osten der Stadt, eine Anschlussstelle an die A 66 Richtung Fulda ist in Bau. Am Offenbacher Kreuz, im Südosten Frankfurts, kreuzt die A 661 dann die A 3. Dieser Ring ist bisher nicht als solcher gekennzeichnet.

### Hamburg
Hamburg besitzt keinen ausgesprochenen Autobahnring, jedoch wird das Stadtgebiet durch die Autobahnen A 1, A 7, A 23, A 24 und A 25 rundherum tangiert. Eine nördliche Verbindung fehlt bisher, diese Rolle soll die geplante Verlängerung der A 20 als Nordwestumgehung Hamburgs übernehmen. Im Westen wird die Stadt nicht von der A 7 umfahren, sondern eher durchschnitten – diese Umfahrung soll zukünftig die geplante Verlängerung der A 26 darstellen.

### Köln

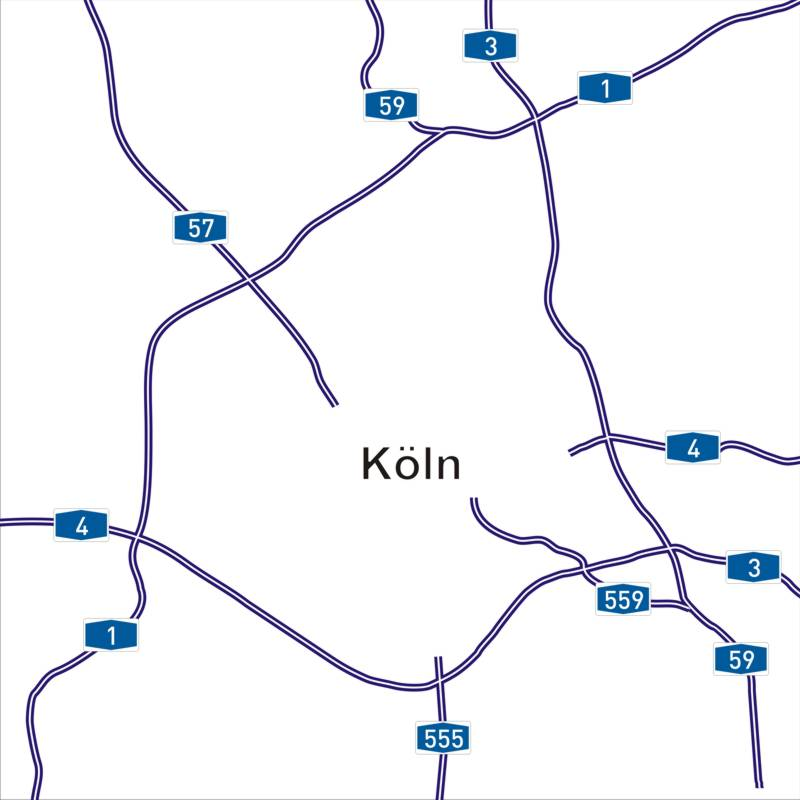
Kölner Autobahnring

Auf den Kölner Autobahnring laufen sieben verschiedene Bundesautobahnen (A 1, A 3, A 4, A 57, A 59, A 555, A 559) mit insgesamt elf Strängen an sieben Autobahnkreuzen und einem Autobahndreieck zu. Der 51,8 km lange Kölner Ring besteht aus der A 1, A 3 und A 4 und ist einer der am stärksten frequentierten Autobahnabschnitte in Europa. Das Verkehrsaufkommen beläuft sich auf täglich 360.000 Kraftfahrzeuge, darunter 15 % Lastkraftwagen.

### Leipzig
Leipzig besitzt mit der A 9 im Westen, der A 14 im Norden und der A 38 im Südosten ebenfalls einen Autobahnring. Das Dreieck wird von einem weiteren (unvollständigen) Autobahnring um Halle/Saale im Nordwesten angeschlossen. Die Mitteldeutsche Schleife umfasst mit den Bundesautobahnen A 9, A 14, A 38 und A 143 einen „Autobahn-Doppelring“, der teilweise etwas weiter in das umliegende Land hineinreicht.

### Mainz/Wiesbaden
Der Mainzer Ring besteht aus insgesamt vier Autobahnen (A 60, A 643, A 66, A 671) und einer Bundesstraße, wovon zwei (A 66 und A 671) komplett auf hessischer Seite südlich von Wiesbaden verlaufen.

### München
Der Autobahnring München ist kein kompletter Ring, sondern ist im Süden Münchens noch nicht geschlossen. Er reicht von der A 96 im Westen bis zur A 8 im Südosten. Es laufen sieben Autobahnen (sechs verschiedene Bundesautobahnen) über drei Autobahndreiecke und vier Autobahnkreuze. Eine weitere Besonderheit ist die Eschenrieder Spange im Nordwesten.
Ferner existiert der (geschlossene) weitgehend autobahnähnliche sogenannte Mittlere Ring (B 2 R) auf Stadtgebiet.

### Nürnberg/Fürth/Erlangen

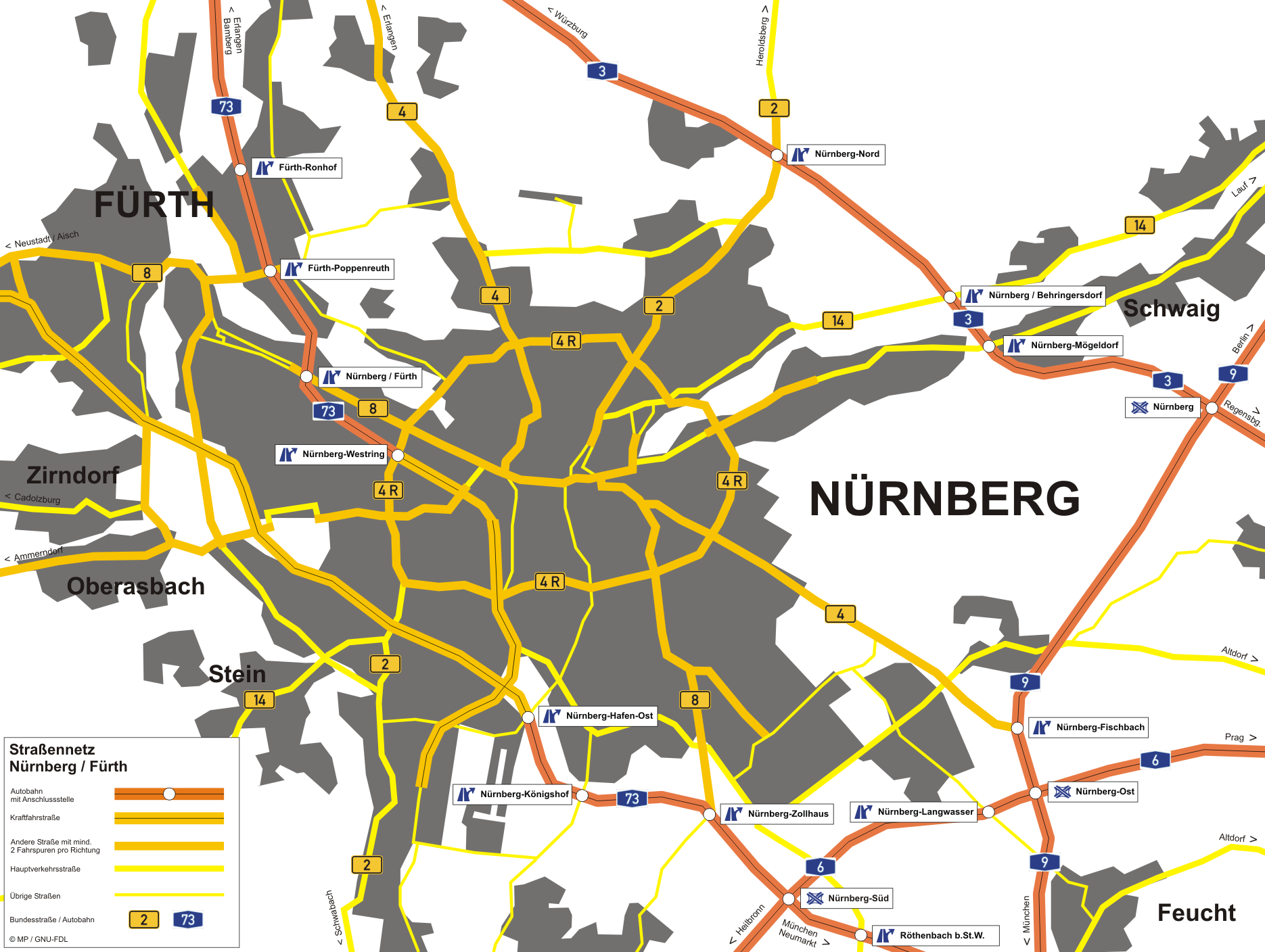
Fernstraßennetz um Nürnberg

Das Autobahnnetz um Nürnberg besteht aus den A 3, A 6, A 9 und A 73. Zusammen bilden diese Autobahnen einen fast kompletten Ring um Nürnberg. Die A 73, welche die Verbindung zwischen dem südlichen und westlichen Teil herstellt, wird durch die Kreisstraße N 4 verbunden, welche vierstreifig ausgebaut ist. Der Bereich ist hierbei offiziell als Frankenschnellweg benannt und ist mit Ampeln ausgestattet. Die Großstädte Fürth und Erlangen sind durch nahegelegene Anschlussstellen an die Ringumfahrung angebunden.
Ferner existiert der geschlossene weitgehend vierstreifig ausgebaute "Ring" bzw. "B 4 R" auf dem Stadtgebiet.

### Oldenburg

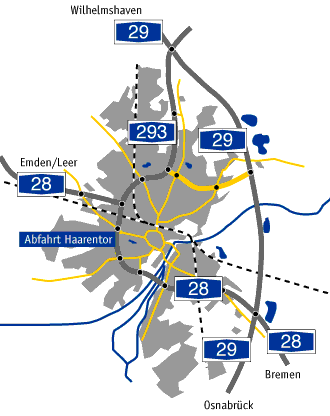
Oldenburger Autobahnring

Der Oldenburger Autobahnring wird durch die in den 1980er Jahren hier komplettierten Autobahnen A 28 (Delmenhorst-Leer) und A 29 (Ahlhorner Dreieck-Wilhelmshaven) sowie der Verbindungsautobahn A 293 gebildet. Der vollständige Ringschluss erfolgte erst 2007, als im Autobahnkreuz Oldenburg-Nord die noch fehlende Verknüpfung zwischen den südlichen Ästen der beiden letzteren Autobahnen erstellt wurde. Diese Verknüpfung und somit ein zweiter abkürzender Ringschluss wird weiter südlich auch durch die autobahnähnliche Nordtangente (L 865) gebildet. Das die A 29 und A 28 verknüpfende Autobahnkreuz Oldenburg-Ost sowie die am Autobahndreieck Oldenburg-West verknüpften A 28 und A 293 bilden die anderen beiden Eckpunkte des Ringes.
Eine Besonderheit des Oldenburger Autobahnringes ist, dass die Abschnitte zwischen Oldenburg-Wechloy (A 28) bzw. Oldenburg-Nadorst (A 293) einerseits und Oldenburg-Osternburg andererseits (A 28) mitten durch geschlossene Wohnbebauung auf einem Damm geführt werden, wodurch dieser Teil des Ringes eine Stadtautobahn mit sehr hoher Verkehrs- und Anschlussdichte ist, die einen großen Teil des innerstädtischen Verkehrs aufnimmt. Dieser Umstand ergibt sich daraus, dass die genannten Abschnitte nach dem Zweiten Weltkrieg als innerstädtische „Umgehungsstraßen“ im Zuge der Bundesstraßen B 69 und B 75 konzipiert und gebaut worden waren.

### Weitere Städte in Deutschland
Durch das dichte Autobahnnetz in den Ballungszentren Ruhrgebiet und Rhein-Main ist dort um viele Städte herum ein geschlossener Autobahnring, der aber nicht typisch um eine Stadt herumführt, sondern Teil eines komplexen Systems ist. So wird etwa das historische Ratingen (ohne Eingemeindungen) von einem Dreieck der Autobahnen A 3, A 52 und A 44 umschlossen.
In Bremen besteht der Autobahnring aus den Autobahnen A 1, A 27, der geplanten A 282 (B 6 und B 75) und der A 28. Die A 281 durchschneidet den Ring.
In Duisburg besteht der Autobahnring aus den Autobahnen A 3, A 42, A 57 und A 524. Eine Besonderheit stellen hier die Autobahnen A 59 und A 40 dar, welche innerhalb des Rings jeweils noch eine Nord-Süd- und eine Ost-West-Verbindung bilden, wodurch der Duisburger Ring eher einem Schachbrett gleicht.
Die Stadt Gießen wird vom Gießener Ring umschlossen. Dieser besteht aus ca. 24 km Autobahn- und Bundesstraßenabschnitten, wobei letztere ähnlich einer Autobahn ausgebaut sind.
Osnabrück wird, wenn der Lückenschluss der A 33 zur A 1 erfolgt ist, einen Autobahnring aufweisen. Dieser ist schon jetzt zu etwa ⅔ durch die A 1, A 33 und A 30 vorhanden, allerdings nicht als Ring ausgewiesen.

## Österreich

### Wien

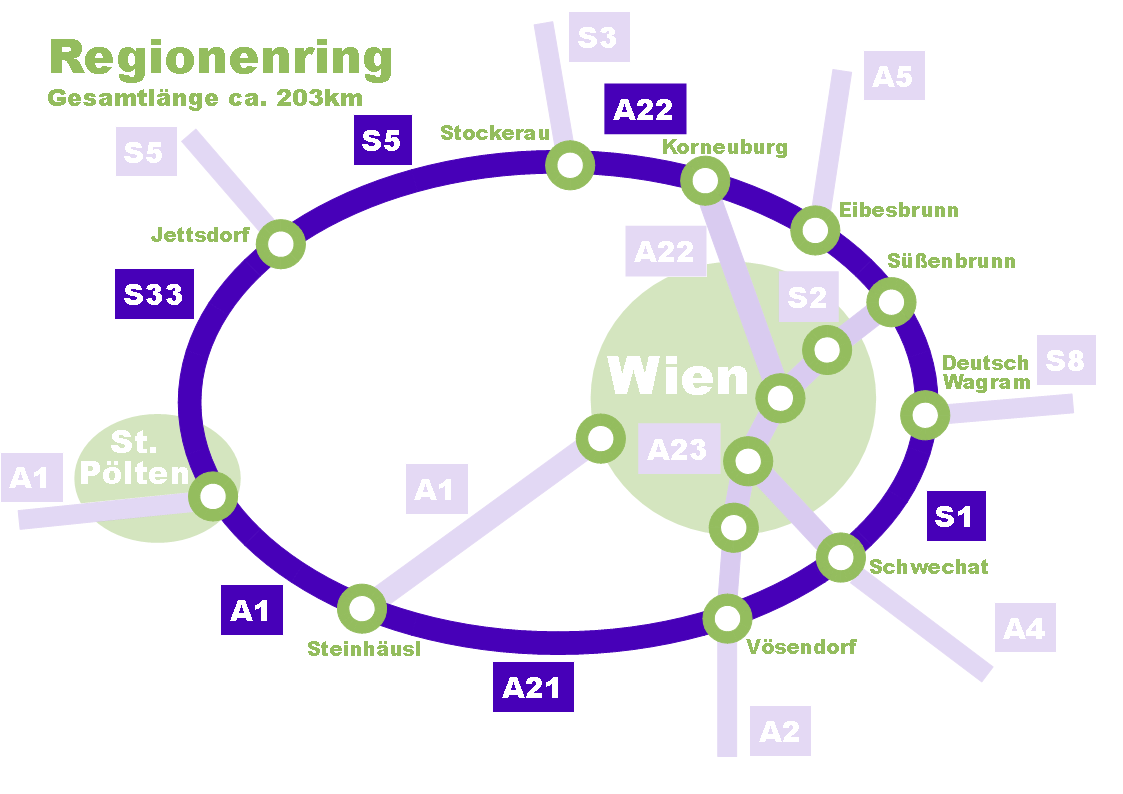
Regionenring um Wien

Mit der Ostöffnung Europas und dem wachsenden Verkehr im östlichen Teil Österreichs wurde auch ein Ring um Wien notwendig.
Die teilweise noch in Planung befindliche S 1 bildet den Hauptabschnitt. Da die Weiterführung des Rings im Westen (nach St. Pölten) nicht einem typischen Autobahnring entspricht, wird der Ring um Wien als Regionenring bezeichnet.
Die im Ring vernetzten Straßen sind die S 1, A22, S 5, S 33, A1 und A 21. Der gesamte Ring hat eine Länge von 195 km und ist bis auf den Abschnitt Schwechat–Lobauquerung–Süßenbrunn fertiggestellt.
In den 1970er-Jahren plante man einen innerstädtischen Autobahnring aus A 22, A 23 und der niemals verwirklichten A20 (Wiener Gürtel Autobahn).

### Linz
Der Linzer Autobahnring befindet sich zur Hälfte noch in Planung und soll sich aus der bestehenden A7 und der in Planungen befindlichen A26 (Linzer Westring) zusammensetzen.

### Wels
Die Autobahnen A1, A8 und A25 bilden den Autobahnring um die Stadt Wels. Das letzte Teilstück, die Welser Westspange, die dann der A8 zugeordnet wurde, wurde 2003 fertiggestellt.

### Salzburg
Der Salzburger Autobahnring umfasst nur etwa 2⁄3 der Stadt und bildet sich aus Ende der A1 und Beginn der A10 (Tauern Autobahn). Für den Rest der Stadt, wo der Gaisberg als Stadtberg die Weiterentwicklung blockiert, besteht kein Ringstraßenzug.

## Schweiz
In der Schweiz besteht kein geschlossener Autobahnring. Die Nordumfahrung von Zürich A1 wird jedoch landläufig als Nordring bezeichnet. Im Jahr 2009 wurde die Westumfahrung von Zürich A3 mit dem Uetlibergtunnel (Verbindung A1 und A3) eröffnet. Diese beiden Straßen umschließen Zürich zu ca. 70 %.

## Belgien
In Belgien bezeichnet man Ringautobahnen sowie gewisse Umgehungsstraßen als ring. Die geltenden Regeln auf einem ring variieren je nach Straßenklassifikation desselben.
- Der Haupt-ring (R0) von Brüssel ist beinahe vollständig als Autobahn klassifiziert, wodurch die Grenzgeschwindigkeit, einige Abschnitte ausgenommen, 120 km/h beträgt. Für den nördlichen Teil des R0 um Brüssel wird ein Ausbau auf mindestens 10, teilweise sogar bis zu 17 Fahrstreifen geplant. Das Verkehrsaufkommen ist auf diesem Teilstück durch den Flughafen Brüssel-Zaventem besonders hoch.[4]

- Ring 2, auch Großer Ring Antwerpen (niederl.: Grote ring rond Antwerpen) genannt, ist eine 13 km lange Stadtautobahn und westliche Umgehung um Antwerpen.
- Ring 3 führt südlich um Charleroi. Innerhalb liegt der kleine Stadt-Ring 9
- Ring 4 führt um Gent. Er ist etwa 60 km lang und keine Stadtautobahn.
- Ring 5 führt um Mons (Bergen)
- Ring 6 führt um Mechelen
- Ring 8 führt als Stadtautobahn um Kortrijk. Er ist an die Autobahn 19 (nach Ieper) angeschlossen.

## Frankreich
In Frankreich ist die zulässige Höchstgeschwindigkeit und die Vorfahrt auf einer Ringautobahn (franz. boulevard périphérique oder Ceinture périphérique (ceinture = Gürtel); Umgehungsstraße heißt rocade) vom Rang der Straße abhängig. In der Regel gelten Ringautobahnen als Autobahnen: Sie gewähren Vorfahrt und die Höchstgeschwindigkeit ist auf 90 bis 110 km/h festgesetzt.
Ein Spezialfall ist die Pariser Ringautobahn: Weil sie als „route départementale“ (und nicht als „voie rapide urbaine“) klassifiziert ist, beträgt das Tempolimit 70 km/h, des Weiteren haben an Zubringern die von rechts auffahrenden Wagen Vorfahrt.

### Paris
Die 35 Kilometer lange Pariser Ringautobahn „Boulevard périphérique“ wurde am 25. April 1973 eingeweiht. Sie folgt ziemlich genau der Grenze zwischen Paris und den Nachbarsgemeinden mit Ausnahme der Regionen Bois de Boulogne und Vincennes, die beide zwar zu Paris gehören, jedoch durch die Ringautobahn von der Stadt getrennt werden; dasselbe gilt für den Hubschrauberlandeplatz Issy-les-Moulineaux und gewisse angrenzende Gebiete des 15. Pariser Arrondissements.
Die Ringautobahn besteht aus drei bis vier Spuren pro Fahrtrichtung. Es handelt sich um die mit Abstand am meisten befahrene Straße Frankreichs und ihr Belag ist speziell belastbar. Im Jahre 2003 wurden die ersten drei automatischen Radargeräte Frankreichs entlang dieser Autobahn aufgestellt.
Die Périphérique wird als innerer Ring nicht weiter ausgebaut, stattdessen wurden weitere Autobahnringe um Paris geplant. Die Autoroute A86 „Super-Périphérique“ als zweiter Ring wurde 2011 fertiggestellt. Der dritte Ring Francilienne soll fast ganz die Île-de-France umschließen und ist in der Länge mit dem Berliner Ring und dem London Orbital vergleichbar. Hinzu tritt als vierte Ringplanung der Grand contournement de Paris, von dem aber bisher nur wenige Teilstücke errichtet sind.

### Toulouse
Die Ringautobahn der Stadt Toulouse ist 47 km lang und besteht aus drei Spuren pro Fahrtrichtung. Es handelt sich nicht um einen eigentlichen Ring, sondern um die Verbindung der Autobahnen A 61 und A 62, von denen die eine westlich, die andere östlich der Stadt verläuft und durch die die Wirkung einer Ringautobahn erzielt wird.

### Weitere Städte in Frankreich
Die Städte Bordeaux, Caen (Boulevard périphérique), Lille (Boulevard périphérique), Lyon, Nantes und Rennes haben ebenfalls eine Ringautobahn.
Weitere französische Großstädte (> 100.000 Einwohner) mit bedeutenden Umgehungsstraßen sind:
- Amiens
- Angers
- Besançon
- Dijon (Boulevard périphérique de Dijon)
- Grenoble (Périphérie routière de Grenoble)
- Le Mans (Rocade du Mans)
- Limoges (Contournements de Limoges)
- Lyon (Boulevard périphérique; A46/A432)
- Marseille (Rocade périphérique de Marseille)
- Metz (Rocade de Metz)
- Montauban (Rocade de Montauban)
- Montpellier (Liaison intercantonale d’évitement nord)
- Nancy (Rocade périphérique de Nancy)
- Nizza (A 8 / Contournement routier de Nice)
- Orléans (Tangentielle d’Orléans)
- Rennes (Rocade de Rennes)
- Rouen (Rocade de Rouen)
- Saint-Étienne (Boulevard périphérique de Saint-Étienne)
- Toulouse (Périphérique de Toulouse)
- Tours (Périphérique de Tours)

## Großbritannien

### London
Der Motorway M25 „London Orbital“ umschließt die gesamte Stadt Greater London und ist mit 188 km der drittlängste Autobahnring Europas nach dem Berliner Ring (der 8 km länger ist) und dem Regionenring um Wien (195 km). Die Ringautobahn ist Teil eines Konzeptes von vier Ringstraßen, wobei der innere Ring, die Ring road um die City of London, in etwa mit der Grenze der London Congestion Charge zusammenfällt.

### Manchester
Der Motorway M60 (Manchester Outer Ring Road oder Manchester Orbital) entstand aus einzelnen Autobahnstücken und trägt seit 2000 eine eigene Autobahnbezeichnung.

## Irland
In Dublin ist in den 1990er Jahren die Autobahn M50 gebaut worden, die die Stadt im Westen umschließt und die in Dublin endenden Nationalstraßen und Autobahnen Irlands aufnimmt. Im Jahr 2006 wurde der Hafentunnel in Dublin eröffnet, der die Ringautobahn nach Osten hin schließt und unter dem nordöstlichen Teil Dublins zum Hafen verläuft.
Die Ringautobahn ist von besonderer Wichtigkeit für die Pendler Dublins, die in den Vororten außerhalb des Rings wohnen. Während der Bauzeit von 1987 bis 2005 war die Autobahn notorisch verstopft, nach Erweiterungen allerdings ist sie mittlerweile auch zu Stoßzeiten gut befahrbar.

## Italien
Die meisten großen Städte Italiens verfügen über eine Ringautobahn. Abgesehen von der römischen Ringautobahn werden sie als tangenziale (dt.: Umfahrung) bezeichnet.
- Rom (A90 / Grande Raccordo Anulare (GRA))
- Bologna (RA1)
- Catania (RA15)
- Mailand (A50 / Tangenziale Ovest; A51 / Tangenziale Est; A52 / Tangenziale Nord)
- Neapel (A56)
- Pavia (A53 / RA7; A54 / Tangenziale Est)
- Turin (A55)

## Niederlande
In den Niederlanden sind die Ringstraßen größerer Städte neben ihrer normalen Straßennummer mit einem Schild Ring oder Ring Musterstadt versehen. Meist sind die Ringstraßen als Autoweg ausgeführt.

### Amsterdam
Die Rijksweg 10 bildet den Autobahnring der niederländischen Hauptstadt und ist nur 32 Kilometer lang. Des Weiteren sollten die Autobahnen 5 und 9 nach Abschluss der Bauarbeiten im Jahr 2012 einen Halbring um den südlichen Rand Amsterdams bilden.

### Rotterdam
Der Rotterdamer Autobahnring besteht aus vier verschiedenen Autobahnen und ist 41 Kilometer lang. Der Ring quert an zwei Stellen die Maas und ist auch Teil mehrerer Transitstrecken (Hafen Rotterdam-Ruhrgebiet und Amsterdam-Antwerpen) und gehört damit zu den meistbefahrenen Straßen der Niederlande.
Utrecht und Groningen haben auch einen Autobahnring.

## Polen
Im hochrangigen Straßennetz Polens sind zwei Ringautobahnen um die Städte Łódź und Warschau geplant.
Die Autobahnring Łódź wird die längste Ringautobahn Polens mit einer Gesamtlänge von 118 Kilometern darstellen. Er wird zur Hälfte als Autobahn und als Schnellstraße klassifiziert sein. Die im Ring vernetzten Straßen sind die Autobahn A1, Autobahn A2, Schnellstraße S8 und Schnellstraße S14. Die Ringautobahn soll komplett bis 2021 fertiggestellt sein.
Um die Landeshauptstadt Warschau ist eine Ringautobahn mit einer Gesamtlänge von 85 Kilometern geplant. Der sogenannte Schnellstraßenring Warschau soll komplett als Schnellstraße klassifiziert und aus den Schnellstraßen S2, S7, S8 und S17 aufgebaut sein. Derzeit soll die Fertigstellung bis 2020 erfolgen.

## Rumänien
Derzeit in Bau befindlich ist der Autobahnring um Bukarest, die A0. Der erste Abschnitt wurde Ende 2023 freigegeben; der vollständige Ring soll etwa 100 km lang sein und bis 2026 gebaut werden.

## Russland

### Moskau
Bis 1980 schloss der 109 km lange MKAD das Stadtgebiet von Moskau ab. Heute ist er neben dem Dritten Verkehrsring der zweite Autobahnring um Moskau. Ein weiterer ist im Bau, siehe Vierter Verkehrsring.

### Sankt Petersburg
Am 7. September 2006 wurde die neu gebaute Ringautobahn KAD um Sankt Petersburg durchgehend für den Verkehr freigegeben. Die 66 Kilometer lange Route umgeht die Hafenstadt im Osten. Begonnen worden war das mit Kosten von bislang etwa zwei Milliarden Euro größte aktuelle Straßenbauprojekt Russlands im Frühjahr 2001. In acht bis zehn Jahren soll die Ringautobahn auch im Westen St. Petersburg umgehen. Es sind dann insgesamt 115 Kilometer.

## Slowakei
Im slowakischen Autobahnnetz gibt es derzeit einen Autobahnring. Dieser befindet sich bei der Hauptstadt Bratislava und trägt die Nummer D4. Derzeit sind ein 32 km langes Teilstück zwischen der Staatsgrenze zu Österreich und der Anschlussstelle Bratislava-Rača sowie ein kurzer Zubringer bei Stupava in Betrieb, die Schließung und Vervollständigung des Rings ist noch in Planung.

## Tschechien

### Prag
In Prag gibt es einen ca. 80 km langen Autobahnring, der schon ungefähr zur Hälfte fertiggestellt ist. Von ihm zweigen die Autobahnen D1, D3, D4, D5, D6, D7, D8, D10 und D11 ab. Er trägt die Nummer D0. Bis 2030 sollen alle Lücken geschlossen werden.

### Brünn
In Brünn existiert ein sogenannter Großer Städtischer Ring (Velký městský okruh). Er besteht aus mehreren Tunneln.

## Thailand

### Bangkok
Die Outer Bangkok Ring Road ist eine Autobahn, die um Bangkok herumführt.
Sie trägt die Nationalstraßennummer 9 (Thanon Kanchanaphisek) und ist im Ostteil mautpflichtig. Seit dem 16. November 2007 ist die Ringautobahn komplett und für den Verkehr freigegeben. Gebaut wurde diese Ring-Autobahn als Umgehungsstrecke für den Großraum Bangkok, um also den Metropolbereich vom Durchgangsverkehr aus und nach allen Richtungen zu entlasten.

## Türkei

### Ankara
Die Ringautobahn Ankaras ist die O-20.

## Ungarn
Die Ringautobahn um Budapest (M0) soll insgesamt 103 km lang werden. Derzeit (Stand: Oktober 2024) sind etwa drei Viertel davon in Betrieb.

## Vereinigte Staaten
In den USA ist aufgrund des ohnehin hohen Verkehrsaufkommens und der damit einhergehenden Dichte an Schnellstraßen gerade in Ballungsräumen häufig mindestens eine Ringautobahn vorhanden.
Diese Umgehungsstrecken setzen sich teilweise aus Interstate Highways oder aus Interstate Highways und Highways zusammen.
In einigen Fällen finden sich mehrere konzentrische Ringautobahnen, wobei der innerste Ring meist das relativ kleine Stadtzentrum (CBD) vollständig umschließt.
Interstate Highways, welche als Ringautobahn fungieren, werden im Nummerierungssystem mit dreistelligen Zahlen gekennzeichnet.

### Washington, DC
Am 17. August 1964 wurde die Interstate 495 (I-495) fertig gestellt, besser bekannt als Capital Beltway oder schlicht Beltway. Diese Ringautobahn umschließt auf einer Länge von 64 Meilen (103 km) die US-Bundeshauptstadt Washington, DC. Der Ausdruck inside the Beltway wird heute verbreitet (und oft abschätzig) zur Bezeichnung des Politikbetriebs und der dazugehörigen Bereiche (Verwaltung, Medien, Lobbyisten etc.) in der Hauptstadt verwendet. Oftmals wird mit diesem Begriff impliziert, dass der Horizont der entsprechenden Personen und Institutionen eben an jenem besagten Beltway endet und die „reale Welt“ außerhalb Washingtons für sie ein Buch mit sieben Siegeln ist.

### Jacksonville
Die 98 km lange Interstate 295 um die Stadt Jacksonville in Florida wurde von 1967 bis 1977 erbaut.

### Manhattan
Der New Yorker Bezirk Manhattan wird zu ca. drei Vierteln von Autobahnen umschlossen. Allerdings bilden FDR Drive, Harlem River Drive und Henry Hudson Drive keinen Ring, da nur FDR Drive und Harlem River Drive direkt verbunden sind und die Lower West Side gar nicht umschlossen ist.

## Volksrepublik China
- Die Liaozhong-Ringautobahn (G91) ist eine 399 km lange ringförmige Autobahn in der Provinz Liaoning im Nordosten Chinas.
- Die Hangzhou-Bucht-Ringautobahn (G92) ist eine 427 km lange ringförmige Autobahn rund um die Hangzhou-Bucht, die sie mit der Brücke Hangzhou Wan Daqiao überquert. Sie hat zwei „Arme“, die nach Shanghai und zum Hafen von Ningbo führen.
- Die Chengyu-Ringautobahn (G93) ist mit 1.057 km die weltweit längste ringförmige Autobahn und schließt die zentralchinesischen Metropolen Chengdu und Chongqing ein.
- Die Perlflussdelta-Ringautobahn (G94) ist eine 456 km ringförmige Autobahn, die Hongkong, Macau, Zhuhai, Shenzhen und Guangdong die wichtigsten Metropolen der Region verbinden soll. Derzeit sind lediglich der West- und der Ostteil realisiert. Der südliche Abschnitt soll über die Hongkong-Zhuhai-Macau-Brücke führen.
- Die Hainan-Ringautobahn (G98) ist eine 613 km lange ringförmige Autobahn auf der südchinesischen Insel Hainan.
- Die Taiwan-Ringautobahn (G99) ist eine hypothetische 767 km lange Ringautobahn im Nummerierungssystem der Volksrepublik China auf dem Gebiet von Taiwan, deren Realisierung aufgrund des Taiwan-Konflikts unwahrscheinlich ist.
- Zahlreiche Metropolen in China verfügen über lokale Autobahnringe, wie beispielsweise Peking, Chongqing, Chengdu, Xi’an, Hangzhou, Zhengzhou, Harbin und Shenyang.